# Maternity (film)
Maternity er en amerikansk stumfilm fra 1917 af John B. O'Brien.

## Medvirkende
- Alice Brady som Ellen Franklin
- Marie Chambers som Louise Randall
- John Bowers som David Gordon
- David Powell som John Locke
- Herbert Barrington som Henry Franklin